# 1924年冬季奥林匹克运动会芬兰代表团
1924年冬季奥林匹克运动会芬兰代表团参加了在法国的霞慕尼举办的1924年冬奥会。芬兰运动员共获得了11枚奖牌。

## 奖牌得主

### 金牌
- 竞速滑冰
  - 男子1500米：克拉斯·通贝里
  - 男子5000米：克拉斯·通贝里
  - 男子10000米：尤利乌斯·斯库特纳布
  - 男子全能：克拉斯·通贝里

### 银牌
- 花样滑冰
  - 组合：卢多维卡·雅各布松和瓦尔特·雅各布松
- 冬季两项
  - 男子：韦伊内·布雷默、奥古斯特·埃斯凯利宁、海基·希尔沃宁、马尔蒂·拉帕莱宁
- 竞速滑冰
  - 男子5000米：尤利乌斯·斯库特纳布
  - 男子10000米：克拉斯·通贝里

### 铜牌
- 越野滑雪
  - 男子18千米：塔帕尼·尼古
- 竞速滑冰
  - 男子全能：尤利乌斯·斯库特纳布
  - 男子500米：克拉斯·通贝里